# Одумирање
Одумирање је српски филм из 2013. године. Режирао га је Милош Пушић по сценарију Душана Спасојевића.
Светска премијера филма била је 2. јула 2013. на Филмском фестивалу у Карловим Варима, а у Србији је премијерно приказан 16. јула 2013. на Филмском фестивалу на Палићу.

## Радња
После неколико мучних година живота у Београду, Јанко (Бранислав Трифуновић) се враћа у своје забито и људима опустело, планинско село, са намером да прода земљу и оде у Швајцарску, верујући да ће се тако избавити невоља и коначно изборити за своје место под сунцем. Његова усамљена мајка Милица (Дара Џокић), која већ дуго живи у нади да ће се Јанко вратити, довести жену и основати породицу, не само да ће се његовој намери успротивити, већ ће учинити све да њен син од те намере одустане. У томе јој помаже Страхиња (Борис Исаковић), занесењак, али и човек препун снаге и воље за животом, који је после трагичне смрти сина затворио сеоску кафану, и чија се ћерка пропила, а жена престала да говори. И поред тога што ће Милица, снагом мајчинске љубави, убеђивати Јанка да остане и покуша да живи на својој земљи и од своје земље, и поред Страхињине понуде да заједно отворе кафану а зараду поделе, Јанко неће одустати од свог плана.

## Улоге
| Глумац                | Улога    |
| --------------------- | -------- |
| Бранислав Трифуновић  | Јанко    |
| Борис Исаковић        | Страхиња |
| Дара Џокић            | Милица   |
| Јасна Ђуричић         | Јованка  |
| Милица Јаневски       | Стамена  |
| Емир Хаџихафизбеговић | Геометар |
| Новак Билбија         | Драган   |
| Никола Илић           | Негован  |
| Миодраг Крстовић      | Купац    |
| Лидија Стевановић     | Супруга  |

## Награде и фестивали
На 48. Филмски сусрети у Нишу 2013. године:
- Борис Исаковић за улогу Страхиње - Гран при „Наиса“
- Дара Џокић - Повеља за најбољу женску улогу
- Јасна Ђуричић - Повеља за епизодну женску улогу
- Mилица Jаневски - Награда за најбољег дебитанта
- Емир Хаџихафизбеговић - Повеља за страног глумца у домаћем филму

На 27.Филмском фестивалу у Херцег Новом - Најбоља женска улога - Дара Џокић
Награда екуменског жирија за најбољи филм на 23. филмског фестивала у Котбусу (Немачка)
Филм је био у најужој конкуренцији за српског представника за награду Оскар 2014.
Филм је приказан и на фестивалима у Атини, Солуну, Аргентини.